# Косыгино (Печорский район)
Косыгино — деревня в Печорском районе Псковской области России. Входит в состав сельского поселения «Изборская волость».
Расположена в 25 км к юго-востоку от города Печоры и в 8 км к югу от Изборска. В 4 км к западу находится озеро Велье.

## Население
Численность населения деревни на 2000 год составляет 7 человек, на 2011 год — 20 человек.
| 2001 | 2002 | 2010 |
| ---- | ---- | ---- |
| 7    | ↗20  | ↘13  |

## Имение Дерюгиных
В документах за 1872-1873 гг. о ходе выкупной операции в связи с освобождением крестьян от крепостной зависимости можно увидеть, что Косыгино принадлежало потомственному дворянину Михаилу Дмитриевичу из рода Дерюгиных.